# Torgil Magnuson
Torgil Tord August Magnuson, född 3 mars 1922 i Stockholm, död 12 november 2015 i Vallentuna församling, var en svensk konsthistoriker.
Magnuson avlade studentexamen i Eskilstuna 1941, filosofie kandidatexamen vid Uppsala universitet 1945 och filosofie licentiatexamen där 1950. Han disputerade 1958 med avhandlingen Studies in Roman Quattrocento Architecture. och promoverades till filosofie doktor i Uppsala samma år. Under en rad av år ledde Magnuson den konsthistoriska kursen vid Svenska institutet i Rom. Han erhöll professors namn 1979.